# Lex van Rossen
Lex van Rossen (Haarlem, 5 januari 1950 - Amsterdam, 24 februari 2007) was een Nederlandse popfotograaf. 
Van Rossen die als pionier op zijn vakgebied gold, was een freelance fotograaf. Hij fotografeerde diverse nationaal en internationaal bekende artiesten voor de kranten NRC Handelsblad, De Telegraaf en het Haarlems Dagblad. Ook leverde hij foto's aan de GPD en het poptijdschrift OOR.

## Jonge jaren
Reeds op twaalfjarige leeftijd wist hij dat hij fotograaf wilde worden maar hij moest bij de vervulling van zijn wens opboksen tegen zijn milieu waarin zoiets niet gewoon was. Hij deed onder meer een schriftelijke cursus fotografie.

## Carrière
Zijn eerste - amateur - foto schoot hij van zangeres Trea Dobbs, in een Amstelveens park, zijn eerste beroepsfoto maakte hij van de popgroep Steve Harley & Cockney Rebel in 1976.
In het begin van de jaren zeventig maakte Van Rossen een moeilijke tijd door toen hij als fotograaf bij Het Parool moest vaststellen dat er nauwelijks een betrekking in de fotojournalistiek was te vinden; daarbij ontging het hem dat er wel degelijk vraag naar foto's van het popcircuit was.
Halverwege de jaren zeventig kwam echter zijn doorbraak toen hij merkte dat er wel brood was te verdienen in de popfotografie en kon hij steeds meer fotoreportages van popconcerten aan zijn repertoire toevoegen. Hij fotografeerde onder andere Lou Reed, Bruce Springsteen, Tom Waits, Queen, Debbie Harry, Neil Young, Iggy Pop, AC/DC en David Bowie. 
Hij baarde opzien door een in 1987 genomen foto van de Ierse zanger Bono van de popgroep U2, geknield zingend voor het publiek in het Rotterdamse voetbalstadion Stadion Feijenoord. Dit was tevens zijn favoriete foto, zo liet hij een keer in een interview weten.
Lex van Rossen overleed op 57-jarige leeftijd aan de gevolgen van kanker. Hij werd op 2 maart 2007 begraven op de Nieuwe Oosterbegraafplaats te Amsterdam.

## Prijs
Voor zijn werk kreeg hij de Pop Pers Prijs 2004 waarbij de jury hem duidde als "de frontsoldaat van de popjournalistiek", een kwalificatie waarin hij zich goed kon vinden.

## Tentoonstelling
Een overzichtstentoonstelling van zijn werk, Rock Rossen Roll genaamd, was in 2005 onder andere in het Amsterdamse multimediacentrum De Melkweg te zien.